# إيرينا دافيدوفا
إيرينا دافيدوفا (الروسية: Давыдова, Ирина Андреевна) هي منافسة ألعاب القوى روسية، ولدت في 27 مايو 1988 في أليكساندروف في روسيا.

## وصلات خارجية
- إيرينا دافيدوفا على موقع الاتحاد الدولي لألعاب القوى (الإنجليزية)
- إيرينا دافيدوفا على موقع الاتحاد الأوروبي لألعاب القوى (الإنجليزية)
- إيرينا دافيدوفا على موقع الدوري الماسي (الإنجليزية)
- إيرينا دافيدوفا على موقع أوليمبيديا (الإنجليزية)